# Roy Brown
Roy James Brown (ur. 10 września 1925, zm. 25 maja 1981) – amerykański wokalista, pianista i kompozytor bluesowy i rhythmandbluesowy, jeden z najbardziej znanych shouterów bluesowych wykonujących jump bluesa.

## Życiorys
Urodził się w Nowym Orleanie w stanie Luizjana. Jego ojcem był Yancey Brown, a matką Tru-Love Warren (częściowo Indianka z plemienia Algonkin). Obydwoje byli muzykami i często śpiewali w kościelnych chórach w rejonie. Brown nauczył się grać na pianinie od matki, gdy miał 5 lat. Wkrótce rodzina przeniosła się do Eunice, gdzie się wychowywał i gdzie chodził do szkoły podstawowej. Jego szkolnym kolegą był Roy Byrd, który przeszedł do historii bluesa jako Professor Longhair.
W 1938 r. założył kwartet wokalny The Rookie Four, który wykonywał muzykę gospel.
W 1942 r. zamieszkał w Los Angeles w Kalifornii i pod pseudonimem Billy Hale walczył jako zawodowy bokser. W 1945 r. wygrał konkurs dla amatorów zorganizowany w Million Dollar Theater w Los Angeles, wykonując popowe piosenki Binga Crosby’ego. Porzucił wtedy boks i przeniósł się do Shreveport w Luizjanie, gdzie rozpoczął swoją muzyczną karierę występując w klubach. Przez pewien czas pracował w Billi Riley's Palace Park jako konferansjer i piosenkarz popowo-bluesowy.
W 1946 r. występował w grupie Joego Colemana w lokalnych klubach w Galveston w Teksasie. Tam też sformował swój pierwszy zespół The Mellodeers, z którym występował w Club Grenada 1 1946 i 1947 r. Był często zapraszany do miejscowego radia KGBC.
W 1947 r. występował w duecie z Clarence'em Samuelsem (jako Blues Twins) w Downbeat Club w Nowym Orleanie. Dokonał wtedy pierwszych nagrań dla firmy Gold Star Records.
Cecil Gant, któremu bardzo spodobała się piosenka Browna „Good Rockin' Tonight”, skierował go do firmy DeLuxe Records w Nowym Orleanie. Tam w lipcu 1947 nagrał z towarzyszeniem Bob Ogden's Orchestra swój pierwszy przebój „Good Rockin' Tonight”. Aż do 1951 r. DeLuxe była jego główną firmą nagrywającą.
W latach 1947–1951 prowadził swój zespół Mighty Men, z którym występował w Starlight Club w Nowym Orleanie (1947) i innych miejscach. Oprócz tego w 1947 r. koncertował z Paul Gayten's Band w nowoorleańskim Club Robin Hood. Ze swoim zespołem występował właściwie w klubach w całych Stanach Zjednoczonych. Na dłużej zatrzymywał się w takich miejscach jak Lincoln Theater i Rip's Playhouse w Nowym Orleanie (koniec 1947 r.), The Hilltop w Pine Bluff w stanie Arkansas (1948), Ryman Auditorium w Nashville w stanie Tennessee (1948), The Armory w Flint w stanie Michigan (1950).
W latach 1952–1955 występował w Royal Peacock Club w Atlancie w Georgii, Meadowbrook Club w Savannah w Georgii, Cavalcade of Jazz w Wrigley Field w Los Angeles, Richmond Auditorium w Los Angeles,  5-4 Ballroom w LA, Savoy Ballroom w LA Ox Club w LA, Fox Theater na Brooklynie w Nowym Jorku, Apollo Theater w Nowym Jorku, Howard Theater w Waszyngtonie, Royal Theater w Baltimore w stanie Maryland i w innych miejscach.
W latach 1952–1955 nagrywał dla firmy King Records w Nowym Orleanie, Los Angeles, Miami na Florydzie, Cincinnati w stanie Ohio.
W połowie lat 50. występował w różnych miastach na południu USA.
1956 nagrywał z Bill Doggett Band dla firmy King Records w Nowym Orleanie – jako Tommy Brown.
W latach 1956–1957 nagrywał dla firmy Imperial Records w Nowym Orleanie. Odbył także tournée po USA z grupą wykonawców pod nazwą Universal Attractions Rock & Roll jako konferansjer.
Pod koniec lat 50. XX w. występował w kilku klubach i kasynach w Las Vegas w stanie Nevada.
W 1959 r. dokonał nagrań dla King Records w Cincinnati. Występował w różnych klubach, m.in. w Apollo Theater w Nowym Yorku.
W latach 1960–1961 nagrywał dla firmy Home of Blues Records w Memphis. Jego kariera załamała się w tym okresie. Aby się utrzymać prowadził pralnię i jako komiwojażer sprzedawał encyklopedie. Zamieszkał wówczas na Zachodnim Wybrzeżu.
W latach 1962 i 1963 dokonał zaledwie 6 nagrań dla firm D.R.A (2) i Chess Records (4 niewydane nagrania).
Jego kariera ożywiła się w 1967 r. Koncertował w ramach Johnny Otis Show (koniec lat 60 i w latach 70.) po Zachodnim Wybrzeżu.
W 1967 i 1968 r. nagrał 11 utworów dla firmy Bluesway Records w Hollywood w Kalifornii.
W 1968 r. nagrywał dla swoich firm nagraniowych – Gert i Tru-Love.
W 1970 r. w ramach Johnny Otis Show wystąpił na Monterey Jazz Festival w Monterey w Kalifornii. Nagrania z koncertu zostały wydane przez firmę Epic Records. W 1971 r. założył wytwórnię płytową Friendship Records.
W 1971 r. dokonał nagrań dla firmy Mercury Records.
W 1973 r. wytwórnia ABC-Bluesway wydała jego pierwszy od wielu lat album z nowymi nagraniami.
W latach 1975–1978 występował w Parisian Room w Los Angeles, a później w New London Theater w  Londynie w Anglii.
W 1978 r. szwedzka wytwórnia Route 66 wznowiła jego stare nagrania, co przyniosło mu wielką popularność w Europie. Dzięki temu odbył europejskie tournée.
W 1979 r. wystąpił na San Francisco Blues Festival.
Ostatnie ważne występy Browna odbyły się w nowojorskim klubie Bottom Line oraz podczas New Orleans Jazz & Heritage Festival w Nowym Orleanie w 1981 r..
Zmarł 25 maja 1981 r. w Pacoima Lutheran Memorial Hospital w San Fernando w Kalifornii na atak serca. Został pochowany na cmentarzu Eternal Valley Memorial Park w Newhall w Kalifornii. Ceremonię poprowadził wielebny Johnny Otis.
Był żonaty od 1940 r. i miał córkę.

## Ocena i krytyka
W 1981 r. został wprowadzony do Blues Hall of Fame.
Śpiewał tenorem w charakterystyczny sposób, używając melizmatów. Był jednym z największych  wokalistów jump bluesa i rhythm and bluesa. Jego muzyka i styl wykonawczy stanowiła pomost między rhythm and bluesem i rock and rollem.
Wpływ wywarł na niego Wynonie Harris. Pod jego wpływem było wielu wykonawców, m.in. takich jak Bobby Bland, Little Milton, Larry Davis, Little Richard, Little Junior Parker, Tommy Ridgley, Joe Turner, Jackie Wilson, James Brown a nawet Pat Boone.
- Nadzwyczajny blues shouter (Gary Vontersch. Blues Unlimited, grudzień 1971, Wielka Brytania)
- Był pierwszym piosenkarzem soul (John Broven. „Walking to New Orleans”. Blues Unlimited, 1974, Wielka Brytania)

(cytaty za)

## Dyskografia

### Oryginalne 10-caloweszelakowepłytki (78 rpm) i 7-calowewinylowe(45 rpm)
- Gold Star 636, „Deep Sea Diver” / „Bye Baby Bye”, 1947
- DeLuxe 1093, „Good Rocking Tonight” / „Lolly Pop Mama”, 1947
- DeLuxe 1098, „Special Lesson No. 1” / „Woman's a Wonderful Thing”, 1947
- DeLuxe 1107, „Roy Brown Boogie” / „Please Don't Go (Come Back Baby)”, 1947
- DeLuxe 1128, „Mighty Mighty Man” / „Miss Fanny Brown”, 1947
- DeLuxe 1154, „Long About Midnight” / „Whose Hat Is That”, 1948
- DeLuxe 1166, „All My Love Belongs to You” / „Ebony Rhapsody” (str. B przez Ethel Morris), 1948
- DeLuxe 3093, „Good Rocking Tonight” / „Lolly Pop Mama” (reissue), 1950 (wydany także przez Miltone 3093)
- DeLuxe 3098, „Special Lesson No. 1” / „Woman's a Wonderful Thing” (wznowienie), 1950
- DeLuxe 3107, „Roy Brown Boogie” / „Please Don't Go (Come Back Baby)” (wznowienie), 1950
- DeLuxe 3128, „Mighty Mighty Man” / „Miss Fanny Brown” (wznowienie), 1950
- DeLuxe 3154, „Long About Midnight” / „Whose Hat Is That” (wznowienie), 1950 (wydany także przez Miltone 3154)
- DeLuxe 3166, „All My Love Belongs to You” / „Ebony Rhapsody” (str. B przez Ethel Morris) (wznowienie), 1950
- DeLuxe 3189, „Miss Fanny Brown Returns” / „Roy Brown Boogie”, 1948
- DeLuxe 3198, „Fore Day in the Morning” / „Rainy Weather Blues”, 1948 (wydany także przez Miltone 3198)
- DeLuxe 3212, „Rockin' at Midnight” / „Judgement Day Blues”, 1949
- DeLuxe 3226, „Please Don't Go (Come Back Baby)” / „Riding High”, 1949
- DeLuxe 3300, „Boogie at Midnight” / „The Blues Got Me Again”, 1949
- DeLuxe 3301, „Butcher Pete, Part 1” / „Butcher Pete, Part 2”, 1949
- DeLuxe 3302, „I Feel That Young Man’s Rhythm” / „End of My Journey” 1949
- DeLuxe 3304, „Hard Luck Blues” / „New Rebecca” 1950
- DeLuxe 3306, „Dreaming Blues” / „Love Don't Love Nobody”, 1950
- DeLuxe 3308, „Long About Sundown” / „Cadillac Baby”, 1950
- DeLuxe 3311, „Double Crossin' Woman” / „Teen Age Jamboree”, 1951
- DeLuxe 3312, „Sweet Peach” / „Good Man Blues”, 1951
- DeLuxe 3313, „Beautician Blues” / „Wrong Woman Blues”, 1951
- DeLuxe 3318, „Train Time Blues” / „Big Town”, 1951
- DeLuxe 3319, „Bar Room Blues” / „Good Rockin' Man”, 1951
- DeLuxe 3323, „Brown Angel” / „I've Got the Last Laugh Now”, 1952
- King 4602, „Hurry Hurry Baby” / „Travelin' Man”, 1953
- King 4609. „Grandpa Stole My Baby” / „Money Can't Buy Love”, 1953
- King 4627, „Mr. Hound Dog's in Town” / „Gamblin' Man”, 1953
- King 4637, „Old Age Boogie, Part 1” / „Old Age Boogie, Part 2”, 1953
- King 4654, „Laughing but Crying” / „Crazy Crazy Women”, 1953
- King 4669, „Caldonia's Wedding Day” / „A Fool in Love”, 1953
- King 4684, „Midnight Lover Man” / „Letter from Home”, 1953
- King 4689, „Everything's Alright" / „Lonesome Lover”, 1953
- King 4704, „Bootleggin' Baby” / „Trouble at Midnight”, 1954
- King 4715, „Up Jumped the Devil” / „This Is My Last Goodbye”, 1954
- King 4722, „Don't Let It Rain” / „No Love at All”, 1954
- King 4731, „Ain't It a Shame” / „Gal from Kokomo”, 1954
- King 4743, „Worried Life Blues” / „Black Diamond”, 1954
- King 4761, „Fannie Brown Got Married” / „Queen of Diamonds”, 1954
- King 4816, „Shake 'Em Up Baby” / „Letter to Baby”, 1955
- King 4834, „She's Gone Too Long” / „My Little Angel Child”, 1955
- Imperial 5422, „Saturday Night (That's My Night)” / „Everybody”, 1956
- Imperial 5427, „Party Doll” / „I'm Stickin' with You”, 1957
- Imperial 5439, „Let the Four Winds Blow” / „Diddy-Y-Diddy-O”, 1957
- Imperial 5455, „I'm Convicted of Love” / „I'm Ready to Play”, 1957
- Imperial 5469, „The Tick of the Clock” / „Slow Down Little Eva”, 1957
- Imperial 5489, „Ain't Gonna Do It” / „Sail on Little Girl”, 1958
- Imperial 5510, „Hip Shakin’ Baby” / „Be My Love Tonight”, 1958
- Imperial 5969, „Let the Four Winds Blow” / „Diddy-Yi-Diddy-Yo” (wznowienie), 1963
- King 5178, „La-Dee-Dah-Dee” / „Melinda”, 1959
- King 5207, „Rinky Dinky Doo” / „I Never Had It So Good”, 1959
- King 5218, „Good Looking and Foxy Too” / „Hard Luck Blues, 1959
- King 5247, „School Bell Rock” / „Ain't No Rocking No More”, 1959
- King 5333, „Ain't Got No Blues Today” / „Adorable One”, 1960
- King 5521, „Mighty Mighty Man” / „Good Man Blues”, 1962
- Home of the Blues 107, „A Man with the Blues” / „Don't Break My Heart”, 1960
- Home of the Blues 110, „Rocking All the Time” / „Tired of Being Alone”, 1960
- Home of the Blues 115, „Sugar Baby” / „Oh So Wonderful”, 1961
- Home of the Blues 122, „Rock and Roll Jamboree” / „I Need a Friend”, 1961
- Summit 1001, „She's Alright" / „Let the Four Winds Blow”, 1963
- ABC-Bluesway 61002, „New Orleans Women” / „Standing on Broadway (Watching the Girls)”, 1967
- Gert 11123, „Baby It's Love” / „Going Home” 1968
- Gert 400, „The Message” / „Great Casaboo”, 1968
- Tru-Love 448, „Good Sweet Loving” / „Separation Blues”, 1968
- Tru-Love 449, „I'm Making Love” / „Rocks Is My Pillow”, 1968
- Connie 303/304, „Young Blood Twist” / „I Love a Woman „, 1969
- Friendship 701, „It's My Fault Darling” / „Love for Sale”, 1970
- Mercury 73166, „Love for Sale” / „It's My Fault Darling” (wznowienie), 1970
- Mercury 73219, „Hunky Funky Woman” / „Mail Man Blues”, 1971
- Mobile Fidelity Productions MFP-2, „in the Eyes of My People” / „You've Got a Friend”, 1972
- Topflight 103, „Hard Times” / „Separation Blues”, 19??

### LP
- Rock 'N' Roll Dance Party (King #536; różni artyści i Roy Brown) – 1956
- Battle of the Blues (King #607; część albumu Roya Browna, a część Wynoniego Harrisa) – 1958
- Battle of the Blues, Volume 2 (King #627; część albumu Roya Browna, a część Wynoniego Harrisa) – 1959
- Battle of the Blues, Volume 4 (King #668; część albumu Roya Browna, część Cleanhead Vinsona, a część Wynoniego Harrisa) -rel. 1959
- Roy Brown Sings 24 Hits  (King #956; 2 LP) – 1966
- Hard Times: The Classic Blues Of Roy Brown (ABC-Bluesway BLS-6056) – 1973
- Hard Luck Blues (King KS-1130) – 1976
- Hard Luck Blues (Gusto GD-5036X; 2 LP) – 1976
- Laughing But Crying (Route 66 KIX-2; nagr. 1947–1959) – 1977
- Good Rocking Tonight (Route 66 KIX-6; nagr. 1947–1954) – 1978
- We Came To Party (Friendship RB-701) – 1978
- Cheapest Price in Town (Faith 91020) – 1978
- San Francisco Blues Festival, Vol. 1 (Solid Smoke SS-8009; połowa albumu to Lowell Fulson) – 1981
- Saturday Nite (Mr. R&B 104; nagr. 1952–1959) – 1984
- I Feel That Young Man’s Rhythm (Route 66 KIX-26; nagr. 1947–1955) – 1985
- Boogie at Midnight (Charly CRB-1093; nagr. 1947–1959) – 1985

### CD
- Mighty Mighty Man! (Ace CHD-459; nagr. 1953–1955 i 1959 – nagrania firmy King) – 1993
- Good Rocking Tonight: The Best of Roy Brown (Rhino 71545; nagr. 1947–1957) – 1994
- The Complete Imperial Recordings (Capitol-EMI 31743; nagr. 1956-1958 – nagrania firmy Imperial) – 1995
- The Chronological Roy Brown 1947–1949 (Classics (Blues & Rhythm Series) 5021) – 2002
- The Chronological Roy Brown 1950–1951 (Classics (Blues & Rhythm Series) 5036) – 2002
- The Chronological Roy Brown 1951–1953 (Classics (Blues & Rhythm Series) 5090) – 2004
- Rockin' at Midnight: The Very Best of Roy Brown (Collectables 2882; nagr. 1947–1959) – 2004
- Good Rockin' Brown: The King & DeLuxe Acetate Series (Ace CHD-1072; nagr. 1947 – nagrania dla DeLuxe) – 2005
- Good Rockin' Man: The Definitive Collection (Fantastic Voyage FVDD-123, 2CD; nagr. 1947–1960) – 2011